# Кимиздик
Кимиздик — киргизька національна рослинна страва. ракові шийки або горлець, кислувата на смак їстівна рослина, що трапляється в горах Тянь-Шаню. Споживають тільки стебла горлеця. У кип'яченій воді розчинити дві чайні ложки солі, стебла горлеця очистити від шкірки і замочити на 5 — 10 хвилин в цьому розчині. Горлець викласти на блюдце і подати. Очищені стебла горлеця можна подати і не замачоючи, посипавши дрібною сіллю.